# Yōichi Doi
Yōichi Doi (jap. 土肥 洋一 Doi Yōichi; * 25. Juli 1973 in Kumamoto) ist ein ehemaliger japanischer Fußballtorhüter.

## Karriere

### Verein
Über die Hochschulmannschaften von Jonan und Ōtsu kam Doi 1992 zum japanischen Erstligisten Kashiwa Reysol, wo er in den ersten beiden Jahren sofort die Nummer 1 im Tor war. In den folgenden drei Jahren verlor er allerdings diese Position und kam zu immer weniger Einsätzen. Als Reysol 1999 den Ligapokal gewann, saß er nur auf der Ersatzbank und auch in der Liga kam er nur auf drei Einsätze.
So wechselte er 2000 zum damaligen Erstligaaufsteiger FC Tokio, wo er die unumstrittene Nummer 1 wurde und blieb. Dort war 2004 sein erfolgreichstes Jahr. Nicht nur, dass Tokio mit dem Ligapokal den ersten nationalen Titel holte, er selbst wurde als bester Torhüter in die beste Elf der Liga gewählt.

### Nationalmannschaft
Bereits 2003, als der FC Tokio seine bislang beste Ligaplatzierung erreichte, wurde man auch in der japanischen Nationalmannschaft auf Yoichi Doi aufmerksam. Beim Konföderationen-Pokal wurde er bereits als Ersatztorhüter aufgestellt, im Februar 2004 bekam er seinen ersten Einsatz im Nationaltrikot. Beim Konföderationen-Pokal 2005 und der Weltmeisterschaft 2006 fuhr er mit nach Deutschland, kam aber als Nummer 3 hinter den beiden international erfahreneren Kollegen Yoshikatsu Kawaguchi und Seigō Narazaki nicht zum Einsatz. In der jungen japanischen WM-Mannschaft war er mit 32 Jahren der älteste Spieler.

## Erfolge und Auszeichnungen

### Erfolge
Kashiwa Reysol
- J.League Cup

Sieger: 1999
FC Tokyo
- J.League Cup

Sieger: 2004

### Auszeichnungen
- Torhüter des Jahres (Beste Elf) 2004